# 竹内努
竹内 努（たけうち つとむ、1966年〈昭和41年〉8月30日 - ）は、日本の裁判官、法務官僚。東京高裁部総括判事。

## 経歴
- 千葉県鎌ケ谷市出身[1]。
- 千葉県立船橋高等学校を経て[2]、1991年（平成3年）、一橋大学法学部を卒業する[3]。
- 1993年（平成5年）、東京地方裁判所判事補[4]。
- 1996年（平成8年）、東京地方裁判所判事補、東京簡易裁判所判事[5]。
- 1998年（平成10年）、最高裁判所事務総局秘書課付[6]、東京地方裁判所判事補（特例判事補）[7]、東京簡易裁判所判事[8]。
- 2000年（平成12年）、在ハノイ国際協力事業団（JICA）長期専門家（ベトナム司法省（英語版）派遣）[9][1]、法務省法務総合研究所総務企画部付兼法務省法務総合研究所教官（法務教官、東京地検検事[10]）。
- 2002年（平成14年）、帰国[1]、東京地方裁判所判事補（特例判事補）、東京簡易裁判所判事[11]。
- 2003年（平成15年）、東京地方裁判所判事[12]。
- 2004年（平成16年）、京都地方裁判所判事、京都簡易裁判所判事[13]。
- 2007年（平成19年）、一橋大学大学院法学研究科法務専攻特任教授（派遣裁判官教員）[14]、東京地方裁判所判事、東京簡易裁判所判事[15]。
- 2010年（平成22年）、司法研修所教官、法務省司法試験考査委員、東京地方裁判所判事、東京簡易裁判所判事[16][17]。
- 2014年（平成26年）、仙台高等裁判所事務局長、仙台高等裁判所判事、仙台簡易裁判所判事[18][19]。
- 2018年（平成30年）、東京地方裁判所部総括判事、東京簡易裁判所判事[20]。
- 2019年（令和元年）、法務省大臣官房審議官（民事局担当、東京高検検事[21]）[22]、法務省法制審議会民法・不動産登記法部会委員[23]。
- 2020年（令和2年）、法務省大臣官房政策立案総括審議官（最高検検事[24]）[25]、警察庁基本計画策定・推進専門委員等会議専門委員[26]。
- 2021年（令和3年）、法務省大臣官房司法法制部長（最高検検事）[3]。
- 2023年（令和5年）、法務省民事局長（最高検検事）[3]、法務省法制審議会幹事[27]。
- 2025年（令和7年）、東京高裁部総括判事。